# Maurice Hageman
Maurits Leonard (Maurice) Hageman (Zutphen, 25 september 1829 - Nijmegen, 16 april 1906) was een Nederlands musicus.

## Familie
Hij werd geboren binnen het gezin van Franz Wilhelm Hageman (Nijmegen, gedoopt 3 oktober 1802 - Zutphen 17 juli 1867) en Margrita ten Cate (1791-1864). Die vader, Franz Hageman, was zelf organist in Zutphen en waarschijnlijk weer leerling van zijn vader (ook organist) en Wilhelm Gottlieb Hauff (1750-1816). De oudere broer van Maurice Hageman is musicus François Hageman.
Hij huwde in 1854 Cornelia Catharina van der Worp, die op 18 november 1873 in Batavia overleed. Uit dat huwelijk werd op 5 februari 1855 in Groningen geboren Maurice François Hageman, die naar de Verenigde Staten vertrok. Hij hertrouwde in 1876 met Francisca van Westerhoven. Uit dat huwelijk werd zoon Richard Hageman geboren, later een gevierd componist in de Verenigde Staten. De andere zoon Felix Hageman werd journalist; hij schreef columns over het dagelijks leven in De Telegraaf. Na het overlijden van Francisca in 1884 huwde hij in 1887 voor de derde keer, ditmaal met Emérence Luthera Isabella Cost van Doornincke, een telg uit de Van Hövell-familie en was eerder getrouwd met Jan Pieter Bredius. Zij overleed in 1889. Hijzelf stierf in 1906 in Nijmegen. Hij was sinds 1865 ridder in de Orde van de Eikenkroon

## Muziek
Hij kreeg zijn muzikale opleiding aan de Muziekschool in Den Haag. Hij werd onderwezen in de vakken piano en dirigeren. Hij mocht daarna verder studeren aan het Conservatorium van Brussel, die hij cum laude afrondde. Zijn uitvoerende loopbaan begon echter als violist van de Italiaansche Opera. Vervolgens werd hij aangenomen als dirigent bij het Orchest der Vereeniging De Harmonie (1862), de verre voorloper van het Noord Nederlands Orkest. In 1865 werd hij ontslagen omdat hij tijdens een uitvoering "aftikte" vanwege geroezemoes in de zaal In de stad Groningen was hij voorts nog enige tijd dirigent van Liedertafel Gruno. Hij kon nergens lang blijven. Hij vertrok naar Batavia om leiding te geven aan de Nederlands-Indische afdeling van de Maatschappij tot Bevordering der Toonkunst. Hij keerde terug naar Brussel en later naar Leeuwarden. Aldaar bleef hij langer. Hij richtte er een plaatselijke muziekschool op en organiseerde abonnementsconcerten. Hij startte niet veel later De Nieuwe Zangvereeniging, een koor dat rap groeide en zodoende grote werken aankon zoals Korsfarerne van Niels Gade. In 1881 was hij betrokken bij de opening van de nieuwe concertzaal De Harmonie in Leeuwarden.
In 1883 organiseerde Maurice Hageman een benefietconcert voor de weduwen en wezen van de vissersramp van Paesens-Moddergat, waarbij de gehele bemanning van de te vroeg uitgevaren vissersvloot in een storm was verdronken. Voor dat concert schreef hij het lied Arme Visschers. In een documentaire voor Omrop Fryslân wordt datzelfde lied 130 jaar later weer gevonden door documentairemaker Johann de Graaf en opnieuw uitgevoerd door muzikanten in het kerkje te Paesens. Het benefiet van Hageman in 1883 mislukt overigens: de Leeuwarders in de Harmonie geven te weinig uit om überhaupt de kosten te betalen: er komt uiteindelijk geen cent in de armlastige dorpjes terecht.
In 1883 was Maurice Hageman in Amsterdam om als repetitor en dirigent van de Nederlandsche Opera te gaan werken. Ook in Amsterdam richtte hij een koor op, genaamd De Vereenigde Zangers. In 1884 was hij directeur van de muziekschool in Haarlem. In 1887 overhandigde hij zijn boekwerkje Grondbeginselen der muziek aan Prinses Wilhelmina. In 1900 leidde hij nog een concert met medewerking van de Nederlandsche Opera in Haarlem. Op 25 september 1901 werd in de Concertzaal van de Werkenden Stand een feestconcert gegeven ter herdenking van zijn vijftigjarig toonkunstenaarschap. Medewerking werd verleend oor Truus Blom-Urlus (sopraan), Jan Dijker (tenor), Richard Hageman (begeleiding) en Felix Hageman (declamator). Samen met zoon Richard ondernam Hageman vervolgens een concertreis naar Noorwegen en Zweden. Hij schreef ook anonieme muziekrecensies in muziekblad Caecilia, maar daar raakte hij verwikkeld in een hevige polemiek over vermeend plagiaat.
Hageman was in 1859 korte tijd organist van het Schnitgerorgel van de Der Aa-kerk te Groningen als opvolger van Johannes Worp.

## Componist
Tussen alle werkzaamheden door schreef Hageman minstens vijftig werken, een selectie:
- opus 12: L’aquila, morceau de salon (voor piano, 1860, een derde druk)
- opus 16: Le gondolier (voor piano, 1860)
- opus 17: La cascade (voor piano)
- opus 18: Pensées fugitive (voor piano)
- opus 20: Skizzen aus der Kinderwerl (voor piano)
- opus 22: Riant et fiere (voor piano)
- opus 25: Hast jemand Weh gethan
- opus 26: Und hast du mir auch nie gesagt
- opus 27: Was geht’s dich an
- opus 32: Sur les eaux de Java, pensée musicale (voor piano)
- opus 34: Di tanti palpiti
- opus 36: Nocturne
- opus 40: Trost der Nacht (voor gemengd koor en piano)
- opus 54: De traan (Cantate voor vrouwenkoor en sopraansolo)
- opus 56: Barcarolle (voor piano)
- opus 57: Méditation sur un prelude de Robert Schumann (voor piano/harmonium en viool)
- Arme visschers, een lied op tekst van P. Louwerse ter nagedachtenis van een scheepsramp op de Waddenzee bij Paesens en Moddergat in de nacht van 5 op 6 maart 1883; de opbrengsten van dit lied zouden naar de nabestaanden gaan, maar het werd geen succes;
- Die Kapelle (voor zangstem en piano)

- International Standard Name Identifier: 0000 0003 9360 3080
- Nederlandse Thesaurus van Auteursnamen: 070071667
- Virtual International Authority File: 287904051
- WorldCat: E39PBJpYq9qdgkVbXxJTDXHwG3